# Horodniczanka

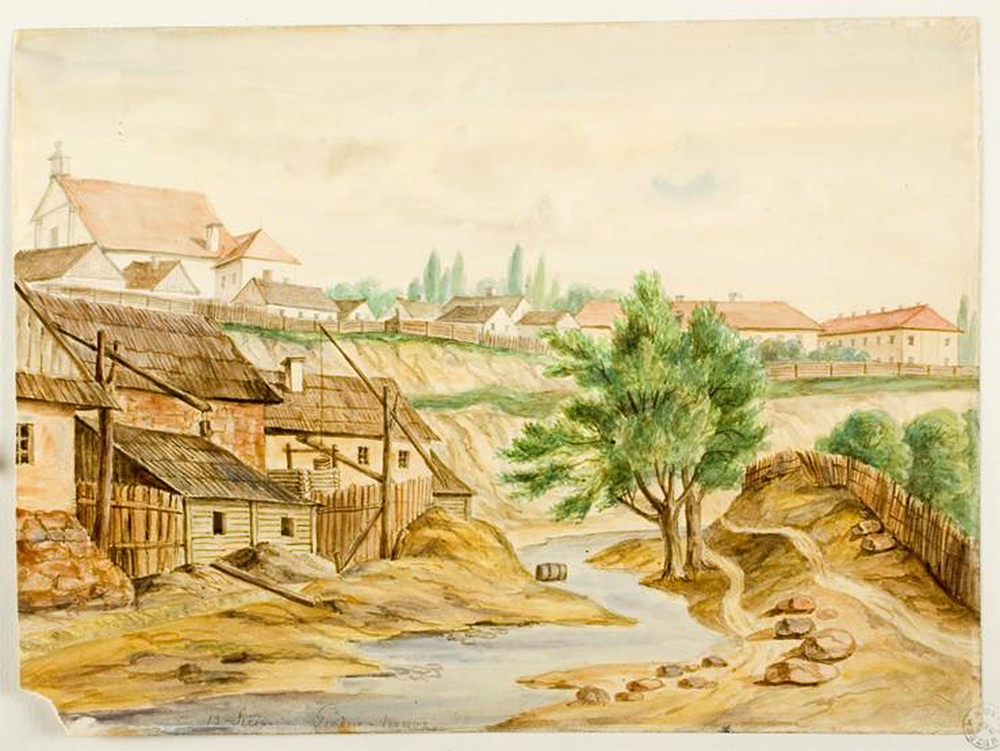
Horodniczanka na obrazie Napoleona Ordy (1860)

Horodniczanka (biał. Гараднічанка) – struga na Białorusi, przepływa przez Grodno i rejon grodzieński, prawy dopływ Niemna.
Źródła Horodniczanki znajdują się pomiędzy dawnymi wsiami Małyszczyna i Kulbaki, które od 2008 znajdują się w granicach Grodna. Przepływa przez historyczne centrum miasta, w okolicach placu Lenina przyjmuje skanalizowany dopływ, strugę Juryzdykę. W XIX w dolnym odcinku spiętrzono wody strugi tworząc niewielki zbiornik, nad którym powstał park Dolina Szwajcarska. Horodniczanka uchodzi do Niemna na zachód od starego zamku, a na wschód od Kołoży u podnóża cerkwi Świętych Borysa i Gleba.